# ヴィクトル・ミヌート
ヴィクトル・ニコラエヴィッチ・ミヌート（ロシア語: Виктор Николаевич Минут、1868年8月17日 - 1934年1月2日）は、ロシア帝国の軍人、中将。二月革命後、参謀総長を一時務める。

## 経歴

### 軍歴
- 1889年 - ニコライ工兵学校卒業
- 1895年 - ニコライ参謀本部アカデミー（ロシア語版、英語版）卒業
- 1900年4月 - ウスチ・ドヴィナ要塞参謀長
- 1900年8月 - 沿アムール軍管区司令官付となり、義和団の乱に参加。
- 1901年2月 - 参謀本部軍事登録委員会事務局下級事務官
- 1904年2月 - 満州軍軍事報道部長局附属委任参謀将校となり、日露戦争に従軍。
- 1904年11月 - 第6東シベリア狙撃師団参謀長
- 1905年8月 - 対日陸軍・海軍総司令官附属軍事報道部長事務局長
- 1906年10月 - 日露戦争の記述のため、参謀本部総局附属戦史委員会に入る。
- 1909年12月 - 参謀本部班長
- 1910年10月 - 参謀本部総局班長
- 1911年3月 - 部隊営舎需給総局兵営建設委員会総務管理官
- 1914年7月 - ミンスク軍管区参謀長代行
- 1916年4月 - 第6軍（司令官：V.ゴルバトフスキー）参謀長
- 1916年12月 - 第10軍（司令官：V.ゴルバトフスキー）参謀長

### ロシア革命
二月革命後、ミヌートは急激な出世を遂げ、1917年4月11日に参謀総長に任命された。5月9日、軍事大臣付とされたが、5月13日には最高司令官附属当直将官に就任し、アレクセイ・ブルシーロフと共に働いた。6月14日、ミンスク軍管区総長に異動。7月21日から西部戦線の軍の軍事補給総長、その後、ペトログラード軍管区本部付の予備役。十月革命後、勤務を離れてポーランド国境を越え、ベルリンに去った。
1919年末、シベリアのアレクサンドル・コルチャークの元に向かったが、提督の死の知らせを聞いて帰還した。1924年からプスコフ幼年団卒業生団体議長を務める。